# 岱山空軍基地
岱山空軍基地（だいざんくうぐんきち）は中華人民共和国浙江省舟山市岱山県の岱山島にある中国人民解放軍（東部戦区）の基地。無人航空機（UAV）用の基地とされる。
英語ではDaishan Air Baseと称される。

## 設備
北北東から南南西に延びる滑走路（03/21）が1本あり、その東側に誘導路と3カ所の駐機場がある。
2013年時点では滑走路南端付近に、7棟の格納庫を備えた駐機場が1カ所のみが存在していたが、2018年頃に北側にも駐機場が建設され、2019年にはその間にも駐機場（格納庫8棟）が建設された。2023年6月時点でも、その東側に複数の施設の建設が進んでいることが確認でき、滑走路南端から東西方向に細長い建設エリアが存在している。
南端の駐機場に設置されている格納庫のサイズは約22 x 27メートルで、1棟あたり少なくとも2機の無人機を収容できるとされている。

## 配備される部隊・航空機
2nd UAV Regiment（第2無人機中隊）のBZK-005およびBZK-007が配備されているとされる。また、2023年6月時点の衛星画像では、ヘリコプターも駐機している。
オランダの調査報道集団ベリングキャットによれば、2015年時点で同基地は無人機の運用を容易にするために、2010年半ばから2013年頃にかけて改修が行われたとされている。日本の尖閣諸島へ領空侵犯を行う無人機も、この基地から発進したと推定されているものがある。